# Championnat d'Afrique du Sud féminin de football 2024
Navigation
2023 2025
La Hollywoodbets Super League 2024 est la 5e édition du championnat d'Afrique du Sud féminin de football. Le premier niveau du championnat féminin oppose seize clubs sud-africains. Le vainqueur du championnat est qualifié pour la Ligue des champions de la COSAFA.
Les Mamelodi Sundowns sont tenantes du titre, en fin de saison elles terminent de nouveau à la première place pour la cinquième fois consécutivement et le 7e titre au total.

## Compétition

### Classement
| Rang | Équipe                               | Pts | J  | G  | N  | P  | Bp  | Bc  | Diff |
| ---- | ------------------------------------ | --- | -- | -- | -- | -- | --- | --- | ---- |
| 1    | Mamelodi Sundowns T                  | 83  | 30 | 27 | 2  | 1  | 114 | 12  | +102 |
| 2    | UWC                                  | 69  | 30 | 22 | 3  | 5  | 74  | 20  | +54  |
| 3    | TS Galaxy Queens                     | 65  | 30 | 20 | 5  | 5  | 67  | 28  | +39  |
| 4    | University of Johannesburg           | 65  | 30 | 20 | 5  | 5  | 56  | 20  | +36  |
| 5    | JVW FC                               | 55  | 30 | 15 | 10 | 5  | 48  | 24  | +24  |
| 6    | First Touch FC                       | 44  | 30 | 13 | 5  | 12 | 39  | 50  | -11  |
| 7    | Royal AM                             | 42  | 30 | 11 | 9  | 10 | 50  | 42  | +8   |
| 8    | University of Pretoria               | 40  | 30 | 11 | 7  | 12 | 39  | 45  | -6   |
| 9    | University of Fort Hare Women's FC P | 39  | 30 | 11 | 6  | 13 | 37  | 46  | -9   |
| 10   | Richmond United                      | 36  | 30 | 9  | 9  | 12 | 42  | 50  | -8   |
| 11   | TUT FC                               | 35  | 30 | 10 | 5  | 15 | 44  | 53  | -9   |
| 12   | Copperbelt Ladies                    | 29  | 30 | 7  | 8  | 15 | 30  | 41  | -11  |
| 13   | Durban Ladies                        | 25  | 30 | 6  | 7  | 17 | 34  | 59  | -25  |
| 14   | City Lads Ladies                     | 23  | 30 | 5  | 8  | 17 | 28  | 53  | -25  |
| 15   | Lindelani Ladies P                   | 16  | 30 | 5  | 1  | 24 | 24  | 66  | -42  |
| 16   | Thunderbirds Ladies                  | 3   | 30 | 0  | 3  | 27 | 12  | 129 | -117 |

Ezemvelo Women's et l'University of Cape Town, les deux finalistes des play-off de la deuxième division sont promus pour le championnat 2025.